# Pollice quadro
Il pollice quadro (o pollice quadrato), in inglese square inch (plurale: square inches), è un'unità di misura della superficie ed è, per definizione, l'area racchiusa da un quadrato avente i lati lunghi un pollice.
Il pollice quadro non fa parte del sistema SI, ma è tuttora ampiamente utilizzato nei paesi di cultura anglosassone, come Regno Unito e Stati Uniti d'America.
Benché preferibilmente espresso con il simbolo in², viene spesso abbreviato con una serie di sigle diverse:
- square in
- sq inches, sq inch, sq in
- inches/-2, inch/-2, in/-2
- inches^2, inch^2, in^2
- inches², inch², in²

Un pollice quadro è equivalente a:
- 0,006 94 piedi quadri (1 piede quadro equivale a 144 pollici quadri)
- 0,000 771 604 9382 iarde quadre (1 iarda quadra equivale a 1 296 piedi quadri)
- 6,4516 centimetri quadri
- 0,000 645 16 metri quadri